# Citrullin
Citrullin är en kemisk förening med formeln C6H13N3O3. Ämnet är en α-aminosyra och alltså en organisk molekyl. Namnet kommer från latinets citrullus vilket betyder vattenmelon från vilket ämnet isolerades första gången. Även om det namngavs och beskrevs av gastroenterologer sedan slutet av 1800-talet, isolerades det först från vattenmelon 1914 av de japanska forskarna Yotaro Koga och Ryo Odakeoch kodifierades ytterligare av Mitsunori Wada från Tokyo Imperial University 1930.
Citrullin är en viktig mellanprodukt i ureacykeln, den väg genom vilken däggdjur utsöndrar ammoniak genom att omvandla den till urea. Det produceras också som en biprodukt av den enzymatiska produktionen av kväveoxid från aminosyran arginin, katalyserad av kväveoxidsyntas.

## Biosyntes
Citrullin kan härledas från:
- från arginin via kväveoxidsyntas, som en biprodukt av produktionen av kväveoxid för signaländamål
- från ornitin genom nedbrytning av prolin eller glutamin/glutamat
- från asymmetrisk dimetylarginin via DDAH

Citrullin tillverkas av ornitin och karbamoylfosfat i en av de centrala reaktionerna i ureacykeln. Det produceras också från arginin som en biprodukt av reaktionen katalyserad av NOS-familjen (NOS; EG 1.14.13.39). Den är gjord av arginin av enzymet trichohyalin vid den inre rotmanteln och medulla av hårsäckar. Arginin oxideras först till N-hydroxyl-arginin, som sedan oxideras ytterligare till citrullin samtidigt med frisättning av kväveoxid.
Citrullin tillverkas också av enterocyter i tunntarmen.

## Funktion
Flera proteiner innehåller citrullin som ett resultat av en posttranslationell modifiering. Dessa citrullinrester genereras av en familj av enzymer som kallas peptidylarginindeiminaser (PAD), som omvandlar arginin till citrullin i en process som kallas citrullination eller deimination med hjälp av kalciumjoner. Proteiner som normalt innehåller citrullinrester inkluderar myelinbasiskt protein (MBP), filaggrin och flera histonproteiner, medan andra proteiner, såsom fibrin och vimentin, är mottagliga för citrullination under celldöd och vävnadsinflammation.
Cirkulerande citrullinkoncentration är en biomarkör för tarmfunktionalitet.

## Identifikatorer
- PubChem 9750